# Station Kita-Itami
Station Kita-Itami (北伊丹駅, Kita-Itami-eki) is een spoorwegstation in de Japanse stad Itami in de prefectuur Hyōgo. Het wordt aangedaan door de Fukuchiyama-lijn. Het station heeft twee sporen.

## Treindienst

### JR West
| 1 | ■ Fukuchiyama-lijn | richting Takarazuka en Sanda              |
| 2 | ■ Fukuchiyama-lijn | richting Amagasaki, Osaka en Kita-Shinchi |

## Geschiedenis
Het station werd in 1944 geopend ten behoeve van de nabijgelegen fabriek van Daihatsu. In 1966 werd het station aangesloten op de Fukuchiyama-lijn. 

## Overig openbaar vervoer
Bussen 96 en 97 van Hankyu en 84 van het netwerk van Itami.

## Stationsomgeving
De stationsomgeving wordt gekenmerkt door een groot aantal fabrieken en elektronicazaken, hoewel er ook een aantal parken zijn aangelegd.
- Autoweg 171
- Nishi-Ino-park
- Winkels:
  - Midori Denka
  - Yamada Denki
  - Joshin (huishoudelijke apparaten)
  - Autobacs (autoaccessoires)
  - Konan (meubelzaak)
  - Lawson
- Fabrieken:
  - Unicharm Pet Care
  - Nippon Suisan
  - House Wellness Foods
  - Daihatsu
  - Yamazaki

(JR Kioto-lijn<<) ·  Ōsaka ·  Tsukamoto ·  Amagasaki ·  Tsukaguchi ·  Inadera ·  Itami ·  Kita-Itami ·  Kawanishi-Ikeda ·  Nakayamadera ·  Takarazuka ·  Namaze ·  Nishinomiyanajio ·  Takedao ·  Dōjō ·  Sanda ·  Shin-Sanda ·  Hirono ·  Aino ·  Aimoto ·  Kusano ·  Furuichi ·  Minami-Yashiro ·  Sasayamaguchi ·  Tamba-Oyama ·  Shimotaki ·  Tanikawa ·  Kaibara ·  Isō ·  Kuroi ·  Ichijima ·  Tamba-Takeda ·  Fukuchiyama · (>>Sanin-lijn)